# Navezak
Navezak je pokretni samoglasnik koji može doći na kraj neke riječi, a da joj uopće ne mijenja značenje. Često se koristi zbog lakšeg izgovora ili stilske obilježenosti.

## Primjeri naveska
Navezak može doći u sljedećim primjerima:
- u kosim padežima pridjeva

lijepog – lijepoga
lijepom – lijepomu – lijepome
lijepim – lijepima
- u kosim padežima zamjenica

tvog – tvoga
tvom – tvomu – tvome
tvojim – tvojima
- u nekim prilozima

tad – tada, dosad – dosada, kad – kada, ikad – ikada, nikad – nikada
- u nekim prijedlozima

s – sa, k – ka, uz – uza, pred – preda, nad – nada, pod – poda
Ako sintagma sadrži dva ili više pridjeva ili zamjenica, samo prva od tih riječi po preporuci dobiva navezak, npr. Gramatika standardnoga hrvatskog jezika ili Kraj Drugoga  svjetskog rata.